# روكيت لاب
روكيت لاب (بالإنجليزية: Rocket Lab)‏ هي شركة فضائية أمريكية خاصة تقوم بتصنيع وإطلاق الأقمار الصناعية الصغيرة.